# Bandit
 (mars 2025).
Pour les articles homonymes, voir Bandit (homonymie).
Un bandit est une personne poursuivie par les autorités, donc hors-la-loi.
Seul ou en bande, il vit d’actes criminels. Juridiquement, il s'agit d'un brigand. Du point de vue de la sociologie, il s’agit souvent d’un comportement de résistance à ce qui est perçu comme une injustice par la personne visée et par son entourage.
Ce phénomène se développe dans les sociétés rurales ; le ou les bandits évoluent généralement à proximité de leur village d'origine, où ils continuent de trouver du soutien. C’est le point de vue développé par Eric Hobsbawm. Dans cette acception, voir l’article banditisme social.